# InfoWars
InfoWars je americký krajně pravicový web s konspiračními teoriemi a fake news, který vlastnil a provozoval Alex Jones. Byl založen v roce 1999 a funguje pod společností Free Speech Systems LLC.
Talk show a další obsah pro web vznikají převážně ve studiích na blíže neurčeném místě v průmyslové oblasti na okraji Austinu v Texasu. Zprávy z roku 2017 uváděly, že web měsíčně navštíví přibližně 10 milionů lidí, takže jeho dosah byl v té době větší než u některých mainstreamových časopisů, jako je The Economist nebo Newsweek.
Web pravidelně zveřejňoval falešné příběhy, které byly spojovány s obtěžováním obětí. V únoru 2018 byl Jones, vydavatel, ředitel a majitel InfoWars, obviněn z diskriminace a sexuálního obtěžování zaměstnanců. InfoWars, a zejména Jones, obhajují řadu konspiračních teorií, zejména kolem údajných domácích operací pod falešnou vlajkou vlády USA (mezi něž podle nich patří útoky z 11. září a střelba v Sandy Hook). InfoWars v důsledku soudních sporů několikrát stáhla svá prohlášení. Jones nechal odstranit sporné materiály a byl také suspendován a zabanován na mnoha platformách za porušení jejich podmínek služby, včetně Facebooku, Twitteru, YouTube, iTunes a Roku. Pozůstalí po obětech střelby na škole Sandy Hook získali ve dvou soudních řízeních v roce 2022 nárok na odškodnění v hodnotě přesahující miliardu amerických dolarů a v listopadu 2024 tento web, jeho účty na sociálních sítích a studio v Austinu v likvidační dražbě získalo satirické internetové zpravodajství The Onion.